# Przerowa (herb szlachecki)
Przerowa (Grotowie, Proporzec, Przyrowa) – polski herb szlachecki.

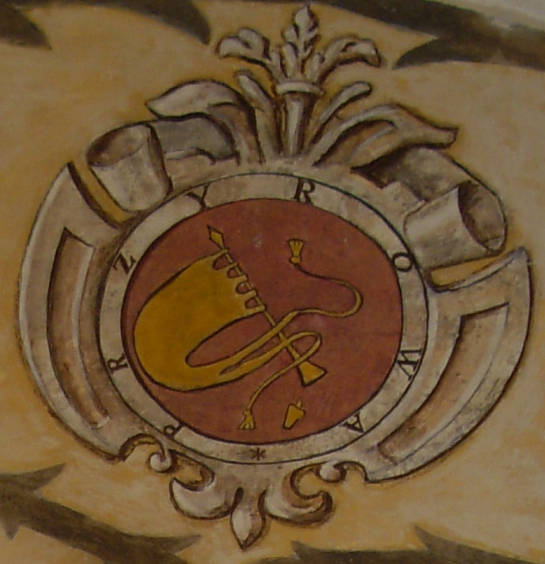
Herb Przerowa (Przyrowa) w zamku w Baranowie Sandomierskim

## Opis herbu
Opis zgodnie z klasycznymi regułami blazonowania:
W polu czerwonym proporzec złoty ukośny w prawo, z chorągwią na drzewcu.
W klejnocie nad hełmem w koronie trzy pióra strusie. W wersji pierwotnej, w klejnocie było pojedyncze skrzydło orle.

## Najwcześniejsze wzmianki
Herb z XII wieku.

## Herbowni
Arnaucki, Baryłowicz, Belski, Beski, Białek, Bielski, Burnatowicz, Cetner, Dąbrowski, Dragan, Drogoń, Drogoński, Drwalewski, Drwalski, Gaźlinski, Głoskowski, Goliański, Gośliński, Goźliński, Grodkowski, Grotowski, Gruntowski, Hussakowski, Jarochowski, Krobowski, Łepkowski, Mianowski, Niedzwiedzki, Palczowski, Pielski, Podleśny, Podliszewski, Przerowski, Rosochowski, Rossochowski, Sępochowski, Skurowski, Słonawski, Uleniecki, Uliniecki, Zawisza, Zawisza-Czarny.

## Znani herbowni
- Irena Szaszkiewicz z domu Jarochowska, ps. Kika (1917–2014)